# Mason Rocca
Richard Mason Rocca, né le 6 novembre 1977 à Evanston, dans l'Illinois, est un joueur américain naturalisé italien de basket-ball, évoluant aux postes d'ailier fort et de pivot.

## Carrière
Richard Mason Rocca obtient la nationalité italienne en 2004 et, depuis, est éligible à la sélection nationale italienne, avec qui il a participé au championnat du monde 2006.

### Palmarès
- Vainqueur de la coupe d'Italie 2006 (Napoli)